# François-Jean Wyns de Raucour
François Jean Wyns de Raucour (of Raucourt) (Brussel, 6 november 1779 - aldaar, 4 januari 1857) was een Belgisch liberaal senator en burgemeester.

## Biografie

### Familie
François-Jean Wyns de Raucour was een zoon van advocaat en magistraat ridder Nicolas Wyns de Raucour (1749-1824) en Catherine Mosselman (1749-1825). Hij studeerde rechten aan de École de droit in Brussel en werd advocaat bij de balie van Brussel. Hij bleef dit tot aan zijn overlijden en werd in 1834 stafhouder.
Wanneer zijn vader in 1821 werd verheven in de Nederlandse adel kreeg hij de titel jonkheer en na het overlijden van zijn vader de titel ridder (die overging bij eerstgeboorte). Hij trouwde in 1813 met Henriette van Trier (1786-1855) uit welk huwelijk geen kinderen werden geboren. Zijn zus Barbe (1782-1868) was getrouwd met advocaat en industrieel Joseph Zaman (1776-1826). Ze waren de ouders van industrieel en senator Joseph Zaman.

### Loopbaan
Wyns werd gemeenteraadslid (1834-1839), schepen (1840) en burgemeester (1841-1848) van Brussel. Tijdens het revolutiejaar 1848 greep hij kordaat in. Door een samenscholingsverbod en de arrestatie van agitatoren als Victor Tedesco werd voorkomen dat de arbeiderstoeloop op straat uitgroeide tot een opstand zoals in 1830. Later dat jaar werd Wyns als burgemeester opgevolgd door Charles de Brouckère. Hij was tevens liberaal provincieraadslid van Brabant (1836-1847). Van 1841 tot 1846 was hij vicevoorzitter van de provincieraad.
Vanuit deze functies werd hij geroepen tot verschillende voorzitterschappen, zoals van:
- de raad van bestuur van de Université libre de Bruxelles (1841-1848),
- het Nationaal Comité voor de Nationale Tentoonstelling van Schone Kunsten in Brussel (1838-1842),
- de Koninklijke Kunstacademie van Brussel (1841-1848),
- het Koninklijk Muziekconservatorium van Brussel (1841-1848),
- de Berg van Barmhartigheid van Brussel (1841-1848).

Hij werd in 1847 verkozen tot liberaal senator voor het arrondissement Brussel in opvolging van Goswin de Stassart. Hij vervulde dit mandaat tot aan zijn dood en was vanaf 1855 vicevoorzitter van de senaat. Hij werd na zijn dood door Henri Stiellemans opgevolgd.
Wyns was ridder in de Leopoldsorde en in het Legioen van Eer. Zijn graf op de begraafplaats van Laken wordt gesierd door een imposant eclectisch monument met borstbeeld door Guillaume Geefs.

## Publicaties
- Notice sur les libertés de l'Église belgique, Brussel, De Mat, 1816.
- Discours prononcé à la distribulion des prix aux élèves de l'Athénée royal de Bruxelles, le 15 août 1843.
- Discours prononcé le 20 novembre 1844, lors du Xe anniversaire de la fondation de l'Université de Bruxelles, Brussel, Lesigne, 1846.
- Discours prononcé à la distribution des prix aux élèves de l'Athénée royal de Bruxelles, 13 augustus 1848.